# Tachie
Tachie est une communauté Dakelh située dans le centre de la province canadienne de la Colombie-Britannique, à l'endroit où la rivière Tachie se jette dans le lac Stuart. C'est l'une des réserves appartenant à la nation Tl'azt'en. Tachie est l'orthographe anglaise du nom Tache en langue Dakelh.